# Vidange des latrines

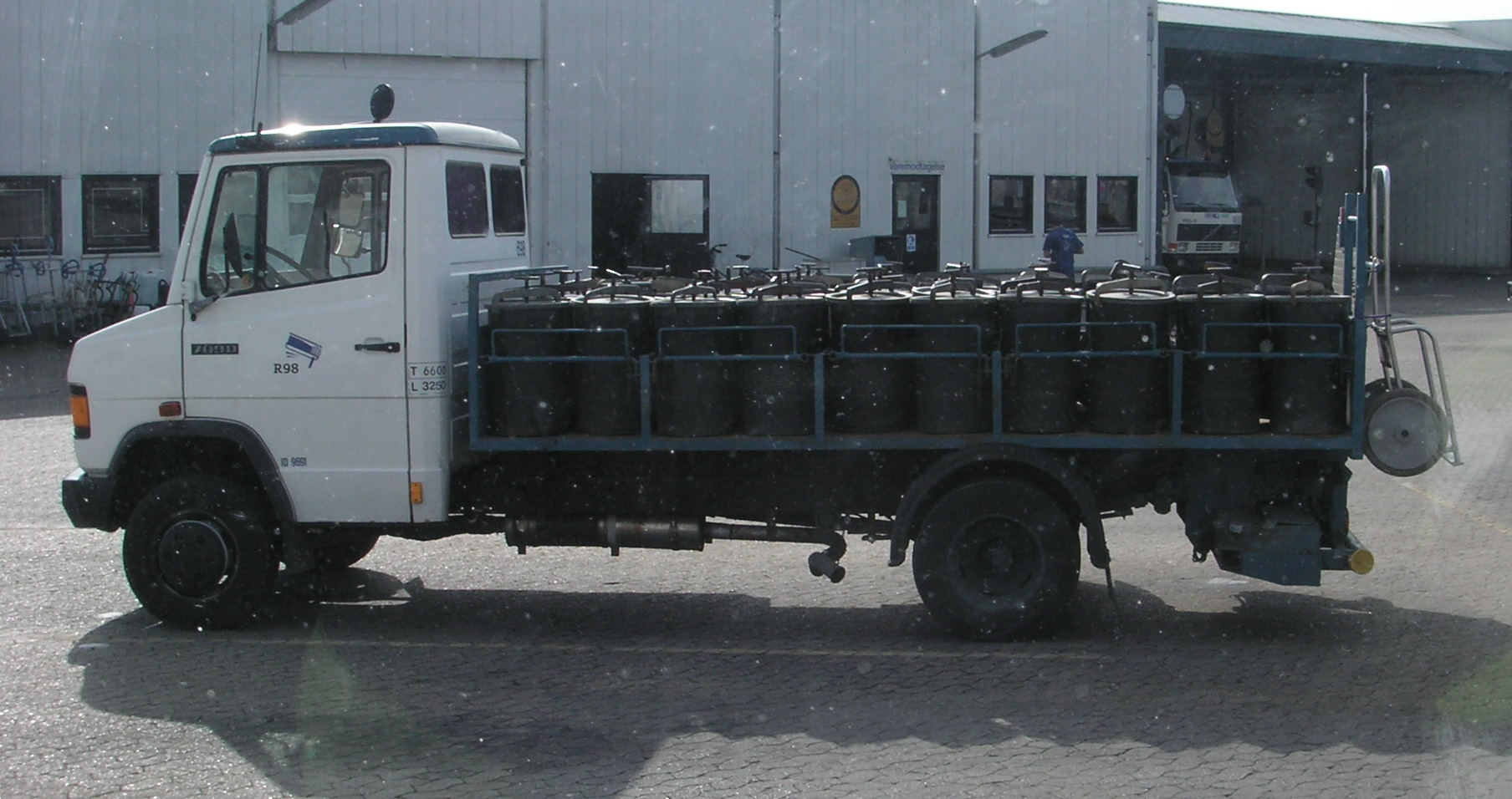
Chokoladebilen (« La voiture à chocolat »), de la société de déchets municipaux danoise Renholdningsselskabet af 1898. Le nom vient de la couleur des déchets. Le camion manipule les tinettes de vidange de fosses d'aisances. La R98 ne dispose que d'une seule voiture pour desservir les clients restants dans la région, généralement des ports de colonie dépourvus de réseau d'égouts.

La vidange des latrines désigne l'opération consistant à vider la fosse des latrines des matières qui y sont contenues, afin de pouvoir continuer à les utiliser quand elles sont pleines. Il s'agit d'une partie essentielle de la gestion des boues de vidange en assainissement urbain.

## Problème
Le temps que mettra une fosse à se remplir dépend de plusieurs facteurs : le volume de la fosse et la vitesse de remplissage ; celle-ci dépend du nombre de personnes utilisant la latrine, et du taux d'accumulation des excréta. D'après de nombreuses expériences, ce taux varie entre 40 L par personne et par an pour une fosse humide si de l'eau est utilisée pour le nettoyage anal, à entre 60 L et 90 L par personne et par an pour une latrine sèche lorsque des objets plus volumineux sont utilisés pour le nettoyage anal. Dans le cas d'une fosse humide, l'infiltration dans le sol de la partie humide explique cette différence. On considère qu'une latrine est pleine lorsque le niveau arrive à 50 cm du sommet de la fosse.
La vidange d'une fosse est un problème récurrent dans les pays en développement et en particulier dans les bidonvilles. Les services publics sont soit absents, soit ne disposent pas de moyens techniques pour accomplir cette mission. Les entreprises privées ne font guère de profit dans ces zones, facilement négligées. On compte ainsi de très nombreuses latrines pleines et inutilisables.
La façon « classique » de vidanger une fosse est d'utiliser un camion-citerne spécial de grand volume muni d'une pompe aspirante, permettant de vidanger plusieurs fosses d'affilée, puis d'emmener les excréta vers un dépôt spécialement aménagé. Mais un tel équipement nécessite un entretien et une maintenance parfois difficile, et un grand investissement à la base. De plus, il ne permet pas d'accéder à des endroits plus reculés ou très denses comme l'intérieur des bidonvilles. De l'autre côté de l'échelle, il existe de nombreux travailleurs du secteur privé informel qui vidangent les fosses avec des pelles et des seaux, pendant la nuit, dans des conditions insalubres. Un grand problème est alors de savoir où déposer les matières, qui faute de mieux sont parfois déversées dans un canal de drainage ou dans une rivière pendant la nuit. Pour cette raison, ils sont parfois considérés comme illégaux.
Des solutions de technologie intermédiaire ont été développées, et notamment le système Vacutug développé au Kenya en 1996, permettant de construire et maintenir grâce à des matériaux locaux une machine de vidange à bas coût, de taille modérée et d'opération simple, à destination de micro-entreprises dédiées. Si les expériences jusqu'à présent semblent positives, elles nécessitent une aide à la création de ces micro-entreprises

## Vidange manuelle

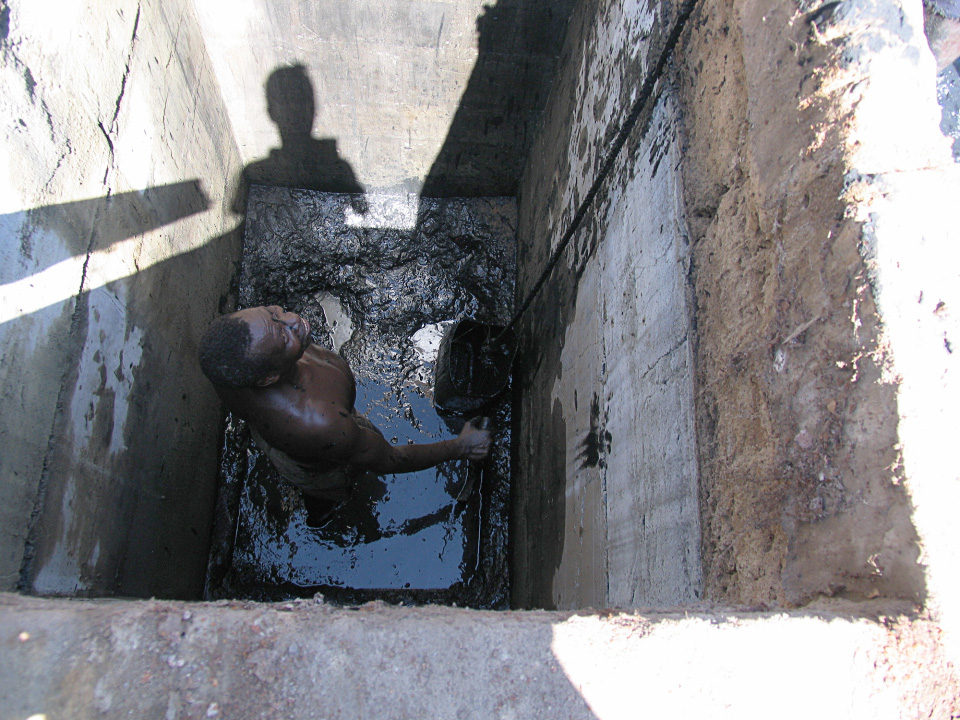
Un « homme-grenouille » (vyura) de Dar es Salam au fond d'une fosse.

Dans de nombreux endroits des pays en développement, l'absence de moyens financiers empêche d'utiliser les systèmes mécaniques ; les bidonvilles se caractérisent aussi souvent par une grande densité de peuplement et des couloirs étroits, ne permettant pas le passage d'engins plus gros qu'une brouette voire une bicyclette. Dans ces endroits, les fosses des latrines sont souvent vidées manuellement, par des personnes utilisant des pelles et des seaux pour extraire les excréta.
La procédure suivie est assez similaire dans les différents pays : les vidangeurs commencent par enlever la dalle si c'est possible ou en cassent une partie s'il s'agit d'une grande dalle en béton, difficile à déplacer ; les parois de la fosse sont souvent endommagées pendant l'opération. Dans le cas d'une fosse humide, des seaux suffisent pour enlever les excréta et les vidangeurs peuvent rester en dehors de la fosse ; avec une fosse sèche, les excréta sont en général très compacts, à part dans les premiers cinquante centimètres. Les vidangeurs doivent alors descendre dans la fosse et utiliser des pelles voire une barre à mine pour décoller les matières et les remonter à la surface. Si c'est possible, les matières sont enterrées dans une autre fosse creusée à côté ; s'il n'y a pas de place pour cela, elles sont transportées par brouette jusqu'à un autre endroit où une fosse est creusée

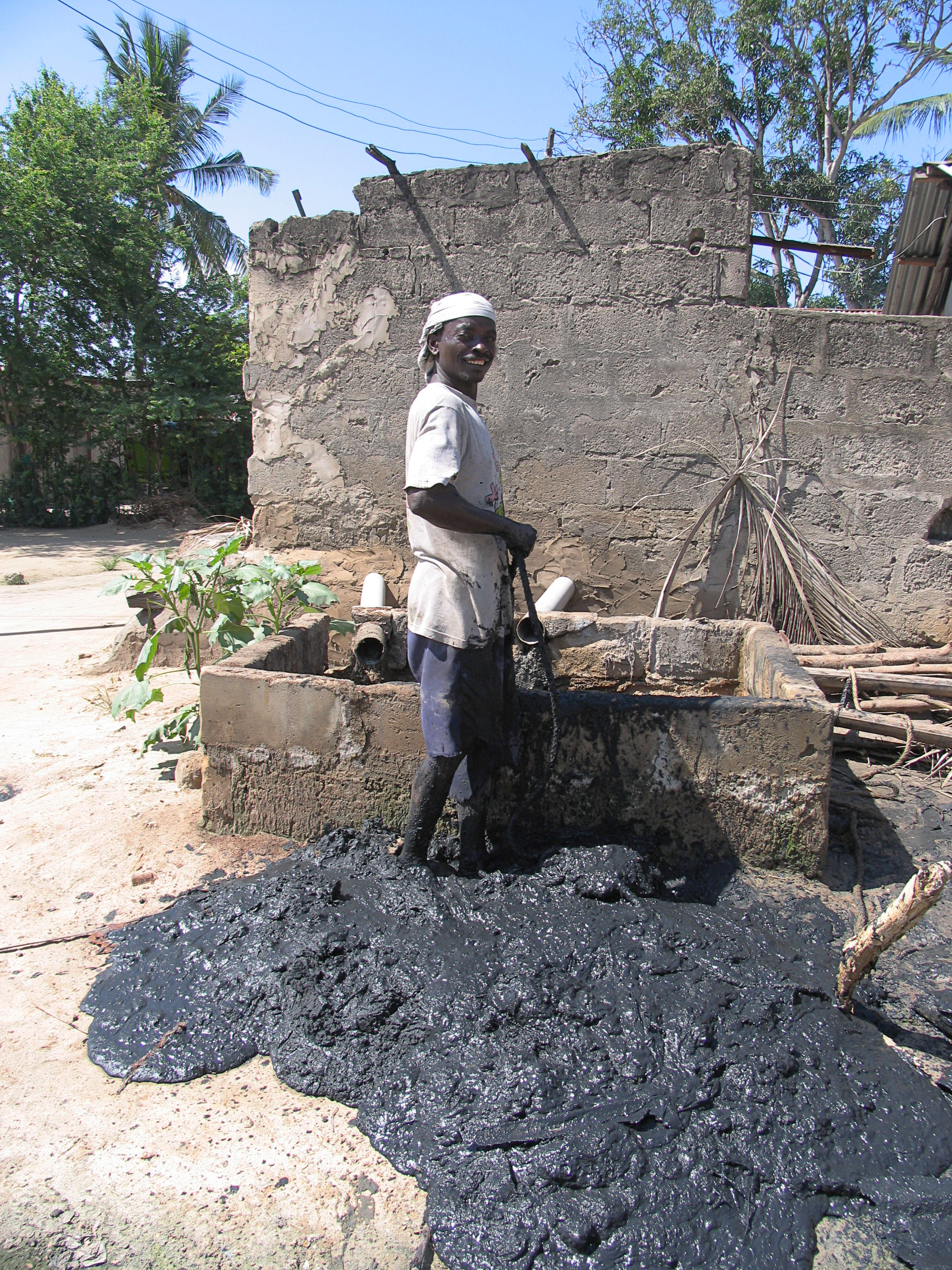
Vidangeur de Dar es Salam. Les matières extraites continuent à poser un problème de santé publique, faute d'endroit pour les déposer et de transport adapté.

Les conditions de travail des vidangeurs sont particulièrement éprouvantes : ils doivent généralement travailler la nuit en raison des nuisances que leur travail crée pour le voisinage. S'ils utilisent souvent un désinfectant versé dans la fosse pour neutraliser les odeurs, celles-ci persistent tout de même et les masques ne suffisent pas toujours. L'usage de bottes, de gants et de masques peut permettre une certaine protection mais en pratique, ils ne sont pas toujours employés, soit que les vidangeurs manquent de moyens pour en acheter, soit qu'ils gênent trop le travail. La présence de déchets dans la fosse complique le travail, et il n'est pas rare de trouver des déchets médicaux (en particulier des seringues) qui mettent en danger la vie des vidangeurs.
En plus de leurs conditions de santé, les vidangeurs subissent également la stigmatisation due à leur travail. Leur surnom peut être méprisant (vyura soit « homme-grenouille » à Dar es Salam), associé à une classe sociale inférieure (comme les bayakou haïtiens), ou les deux (les Intouchables en Inde, membres d'une caste séparée). Ils travaillent communément dans le secteur informel et ne sont pas toujours « légaux » aux yeux du service public : ils peuvent risquer une sanction (amende voire emprisonnement) en cas de « vidange illégale », raison de plus pour travailler la nuit. Leur insécurité les pousse à demander des tarifs élevés : 80 US$ à Dar es Salam, 60 à 100 US$ à Mombasa, 120 US$ à Cap-Haïtien.

## Maladies des vidangeurs

### Le coup de plomb des anciens vidangeurs
Des médecins se sont penchés dès le XVIIIe siècle sur les pathologies associées au travail des vidangeurs de fosse d'aisances, comme Bernardino Ramazzini, en 1700 dans son De morbis artificum diatriba (Traité des maladies des artisans) ou Jean Noël Hallé (1785).
Les fosses closes hermétiquement sont le siège de décompositions et de fermentations anaérobies qui génèrent le dangereux sulfure d'hydrogène qui causait quelquefois la mort des ouvriers vidangeurs ou d'autres personnes qui approchaient de trop près des fosses. En attendant qu'on[style à revoir] en connaisse la nature, à partir du XIXe siècle, le gaz qui s'échappe des fosses au prend les noms de « vapeur méphitique », « plomb », « Mofette », « Moufette » et on[Qui ?] désignait par « Fosse empoisonnée » ou « Fosse plombée », les fosses qui renfermaient l'air pestilentiel pendant ou après sa vidange. Le nom de « plomb » provenait du fait que l'asphyxie consécutive à l'exposition « aux gaz méphitiques » des fosses s'accompagnait d'un sentiment d’oppression, comme un poids énorme qui comprimerait la poitrine.

### Pathologie rencontrées en Afrique
Les personnes en contact avec les boues de vidange s'exposent en Afrique (Cameroun) à ankylostomiases, ascaridioses, diarrhées, amibiases, hépatite A, distomatoses, schistosomiases. De plus les maladies d'origine hydrique (choléra, typhoïde) par contamination sont aussi associées aux boues de vidange. Selon les vidangeurs (Sénégal), les maladies les plus fréquentes sont les maladies de la peau (50 %), les infections respiratoires (25 %), la diarrhée (12,5 %) et l’irritation du nez (12,5 %).

## Notes et références

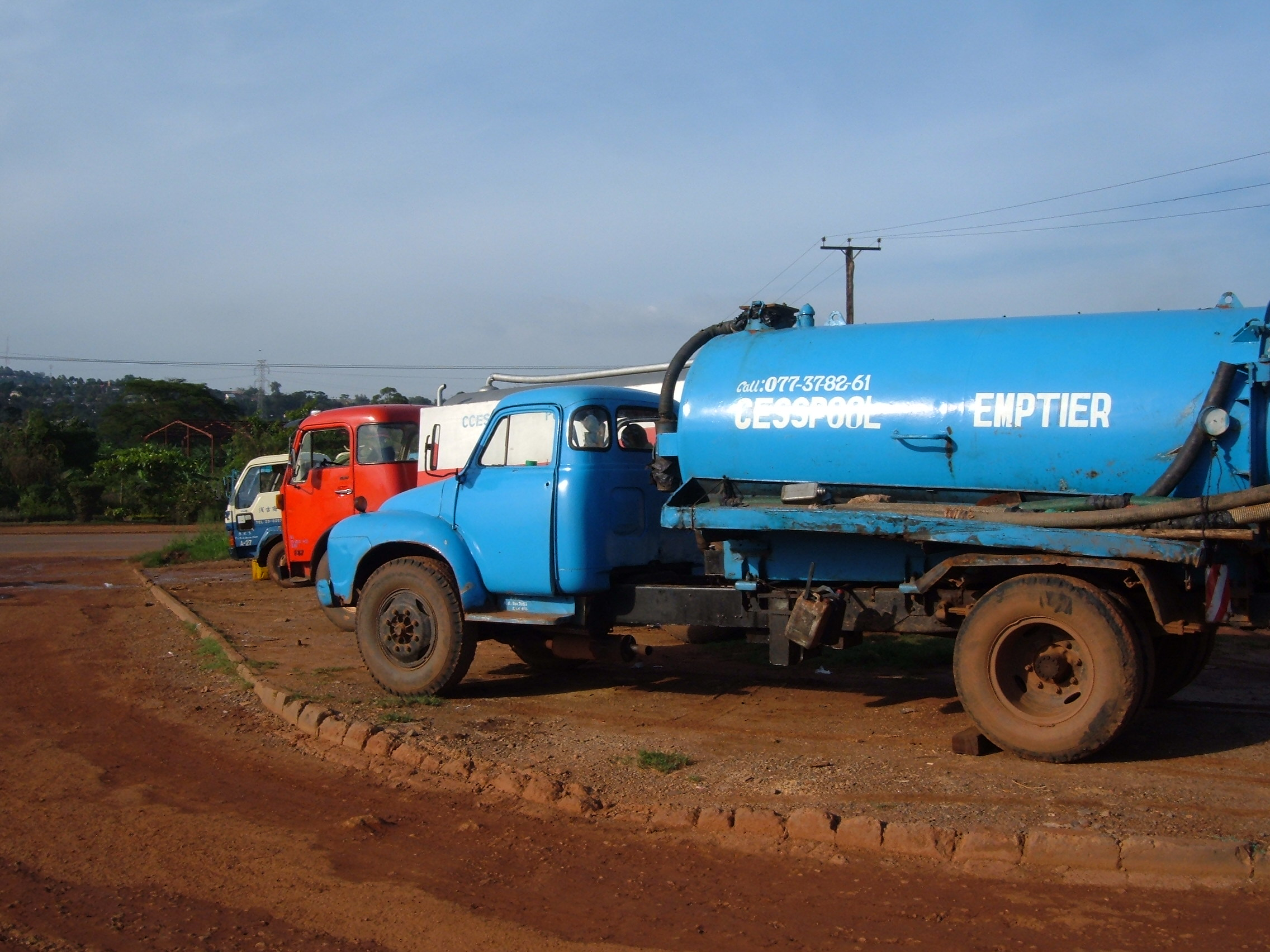
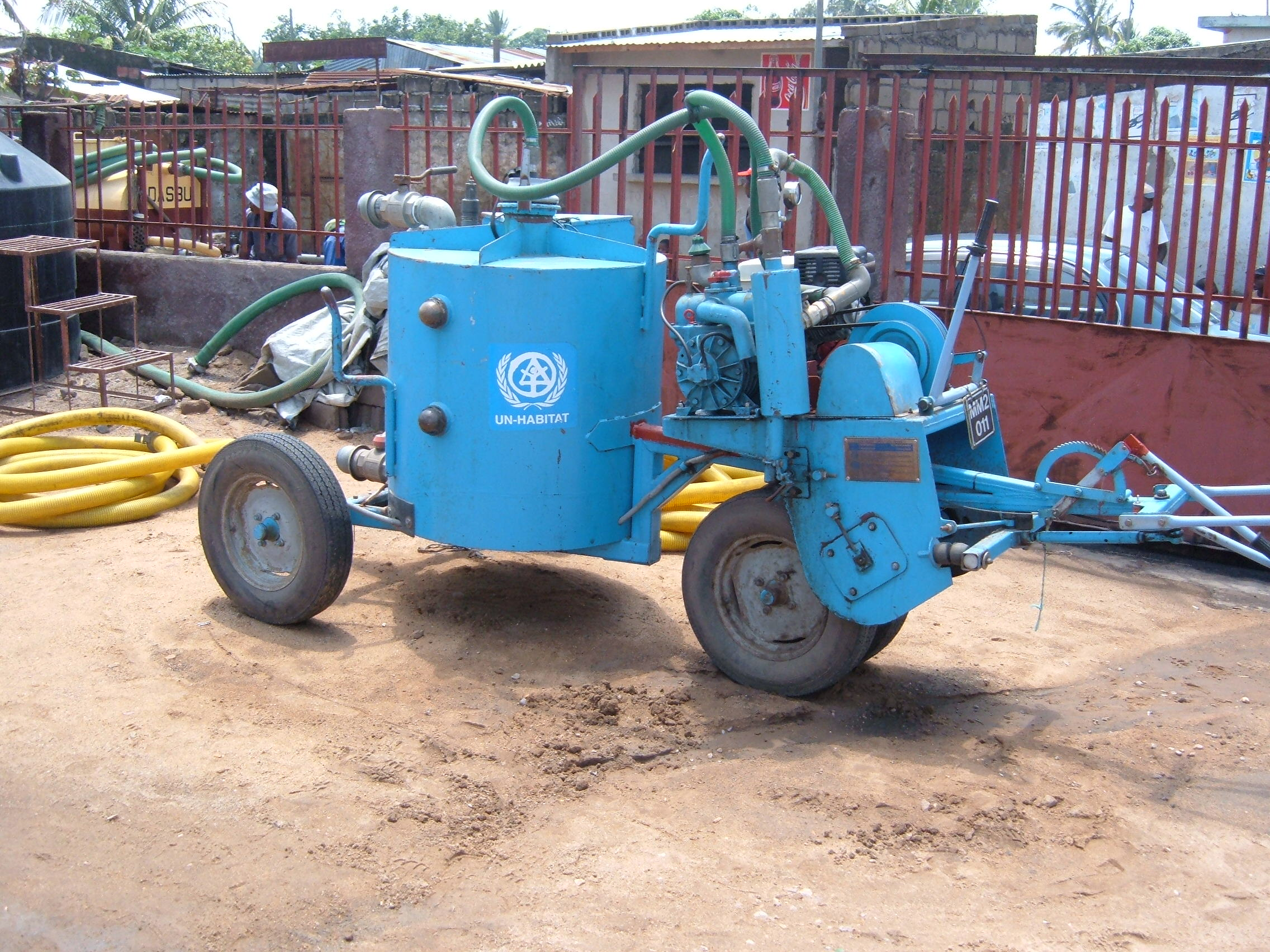
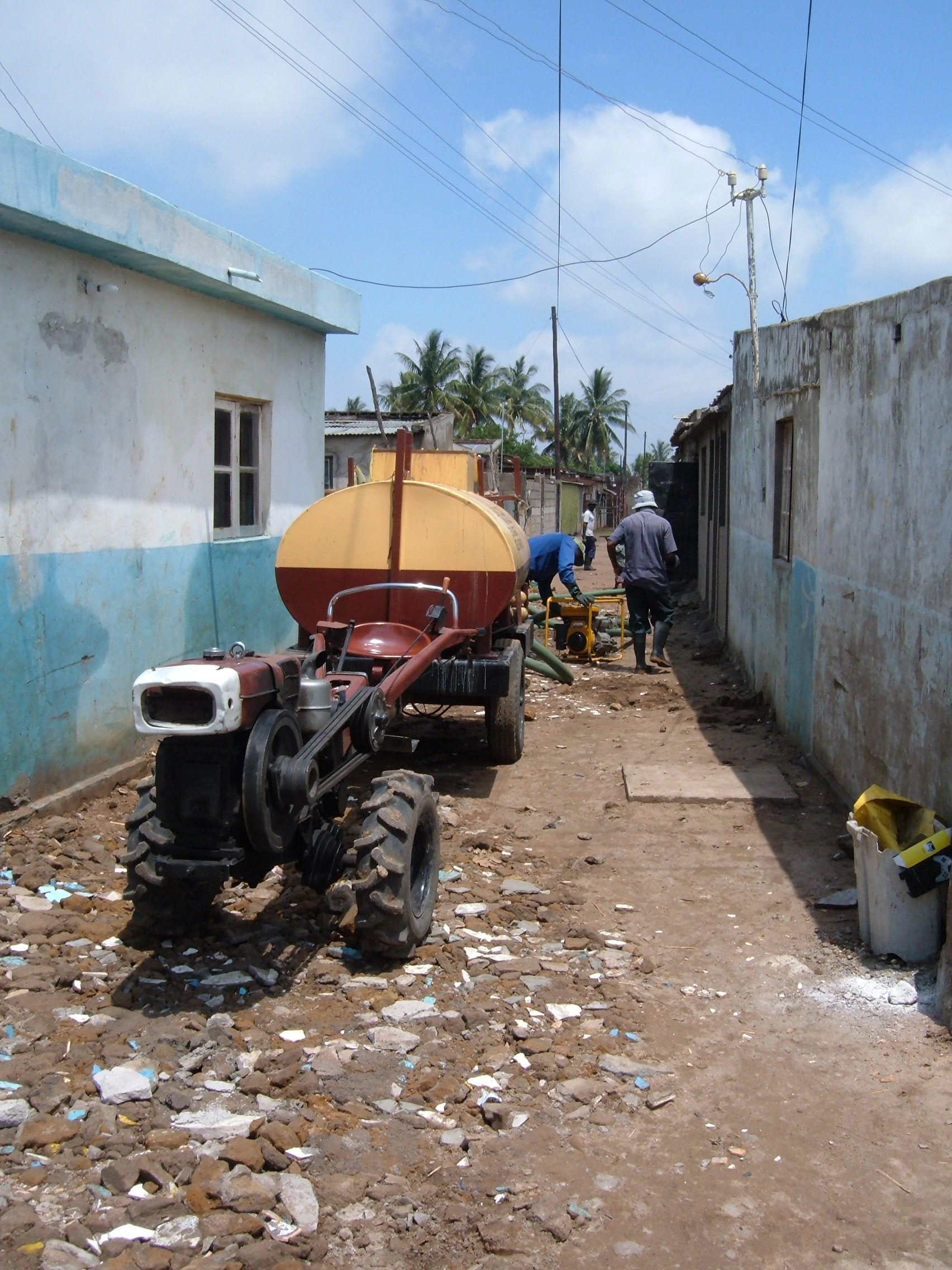
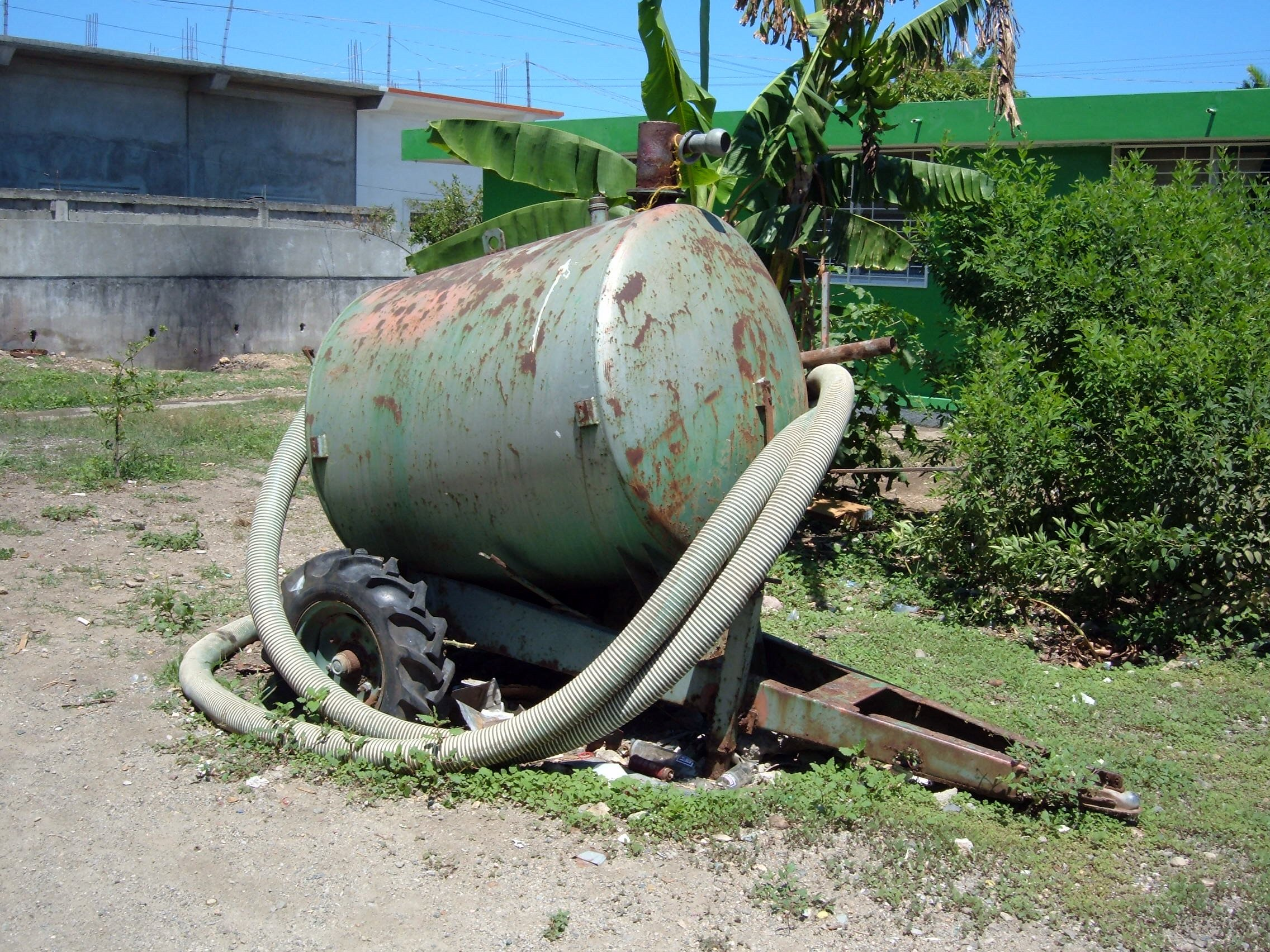

## Histoire

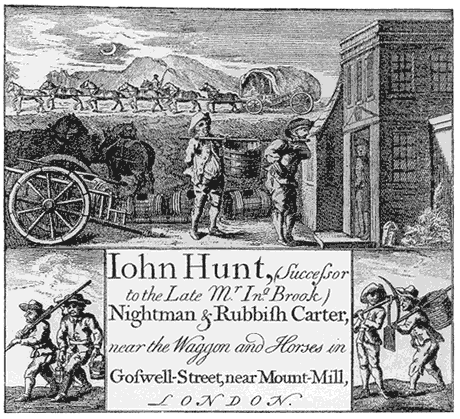
Nightman, XVIIIe siècle.

Gong farmer (en), gongfermor, gongfermour, gong-fayer, gong-fower ou gong scourer étaient les termes utilisés par l'Angleterre des Tudor pour décrire la personne qui prélevait et évacuait les excréments humains des latrines et des fosses. Le mot « gong » était utilisé à la fois pour les latrines et son contenu. Étant donné que le travail était considéré comme malpropre et offensant pour le public, les fermiers gong n'étaient autorisés à travailler que la nuit. Les déchets qu'ils collectaient, connus sous le nom de night soil (en) (« ordures de la nuit »), devaient être évacués hors des limites de la ville ou de la ville ou vers des décharges officielles.